# درويش الزفتاوي
درويش الزفتاوى توفي عام 2002، وله أكثر من 85 كتابا وتميز بسهوله الأسلوب وكتب في أدب الأطفال وحصل على عدة جوائز من الدولة.

## مؤلفاته
| الاسم | دار النشر                          | تاريخ النشر | عدد الصفحات | المصدر            |
| --- | ---------------------------------- | ----------- | ----------- | ----------------- |
| عثمان بين عفان ذو النورين | دار المعارف                        | 2003        | 40          | [ 1 ] [ 2 ] [ 3 ] |
| البراء بن مالك المجاهد الزاهد | دار المعارف                        | 2003        | 27          | [ 4 ] [ 5 ]       |
| حكاية معجزة الاسراء والمعراج | مكتبة الأنجلو المصرية              | 1994        | 44          | [ 6 ] [ 7 ]       |
| مسرح الحواديت | مؤسسة الخليج العربي                | 1998        | 215         | [ 8 ]             |
| رجال احبهم الرسول | مؤسسة الخليج العربي                | 1998        | 447         | [ 9 ]             |
| هدية لأمى | مؤسسة الخليج العربي                | 2000        | 168         | [ 10 ]            |
| رجل السلام | مؤسسة الخليج العربي                | 1993        | 285         | [ 11 ]            |
| رجل من ذهب | مؤسسة الخليج العربي                | 1993        | 97          | [ 12 ]            |
| الجرة الذهبية | مؤسسة الخليج العربي                | 1998        | 220         | [ 13 ]            |
| الجندى الامين | مؤسسة الخليج العربي                | 1993        | 126         | [ 14 ]            |
| الوفاء بالعهد | مؤسسة الخليج العربي                | 1994        | 285         | [ 15 ]            |
| الجمل الجوعان | مؤسسة الخليج العربي                | 1994        | 130         | [ 16 ]            |
| حكاية البيت الطيب | مؤسسة الخليج العربي                | 1993        | 150         | [ 17 ]            |
| البراء بن مالك صاحب الدعوة المستجابة                                                                                                | مؤسسة الخليج العربي                | 1994        | 230         | [ 18 ]            |
| قصة الاسراء والمعراج | مؤسسة الخليج العربي                | 1994        | 86          | [ 19 ]            |
| ابطال مسلمون | مؤسسة الخليج العربي                | 1981        | 96          | [ 20 ]            |
| رحلة في طريق النور: من وحى الإسراء والمعراج                                                                                         |                                    | 1982        | 74          | [ 21 ]            |
| فى الليل تحدث اشياء - مجموعة قصص |                                    | 1986        | 99          | [ 22 ]            |
| عدالة في التوزيع | الهيئة المصرية العامة للكتاب       | 2006        | 103         | [ 23 ]            |
| البشرى العظيمة بمولد النبى صلى الله عليه وسلم                                                                                       |                                    | 1990        | 56          | [ 24 ]            |
| رجل لم يدفن في الارض | مؤتمر العالم الإسلامي              |             |             | [ 25 ]            |
| زهير بن قيس البلوى: رجل وهب حياته للجهاد                                                                                            | مؤسسة الخليج العربي للطباعة والنشر | 1993        |             | [ 26 ]            |
| ابطال حول الرسول | دار الهلال للطباعة                 | 2000        | 211         | [ 27 ]            |
| ابو الكمياء | مؤسسة الخليج العربي للطباعة والنشر | 1993        |             | [ 28 ]            |
| العالم الذى التقط كلام من الهواء : ماركونى                                                                                          | مؤسسة الخليج العربي للطباعة والنشر | 1993        |             | [ 29 ]            |
| مولد النبى | مؤسسة الخليج العربي للطباعة والنشر | 1993        |             | [ 30 ]            |
| ابوالدحداح: رجل اقرضه الله | مؤسسة الخليج العربي للطباعة والنشر | 1993        |             | [ 31 ]            |
| الطيران والإخوان رأيت | مؤسسة الخليج العربي للطباعة والنشر | 1993        |             | [ 32 ]            |
| القعقاع بن عمرو: صوتى يهزم الجيوش                                                                                                   | مؤسسة الخليج العربي للطباعة والنشر | 1993        |             | [ 33 ]            |
| رجال اضاءوا الحياة : قصص من حياة علمائنا العرب وعلماء العالم                                                                        | دار الهلال للطباعة                 | 1985        | 94          | [ 34 ]            |
| الإمام الأعظم ابوحنيفة النعمان: الفقيه الثائر                                                                                       |                                    | 1984        | 95          | [ 35 ]            |
| "الجرة الذهبية؛ رجال من ذهب" | مؤسسة الخليج العربي للطباعة والنشر | 1996        | 75          | [ 36 ]            |
| رجل كلمة الله سبحانة وتعالى | مؤسسة الخليج العربي للطباعة والنشر | 1993        |             | [ 37 ]            |
| حزيفة بن اليمام | مؤسسة الخليج العربي للطباعة والنشر | 1993        |             | [ 38 ]            |
| ذو النورين | مؤسسة الخليج العربي للطباعة والنشر | 1993        |             | [ 39 ]            |
| علبة بن زيد المتصدق | مؤسسة الخليج العربي للطباعة والنشر | 1993        |             | [ 40 ]            |
| رجل المواقف العظيمة | مؤسسة الخليج العربي للطباعة والنشر | 1993        | 39          | [ 41 ]            |
| انس بن النضير : رجل نزل فيه آيات من القرآن                                                                                          | مؤسسة الخليج العربي للطباعة والنشر | 1993        |             | [ 42 ]            |
| خالد بن سعيد : رجل له نور | مؤسسة الخليج العربي للطباعة والنشر | 1993        |             | [ 43 ]            |
| شاعر الرسول | مؤسسة الخليج العربي للطباعة والنشر | 1993        |             | [ 44 ]            |
| رجل دعى لة الرسول | مؤسسة الخليج العربي للطباعة والنشر | 1993        |             | [ 45 ]            |
| اسامة بن زيد: حب رسول الله صلى الله عليه وسلم                                                                                       | دار الفكر العربى للطباعة والنشر    | 1980        | 36          | [ 46 ]            |
| ابوموسى الأشعرى | مؤسسة الخليج العربي للطباعة والنشر | 1993        |             | [ 47 ]            |
| وليم شكسبير: عبقرى لكل العصور | مؤسسة الخليج العربي للطباعة والنشر | 1993        |             | [ 48 ]            |
| حبيب رسول الله صلى الله علية وسلم                                                                                                   | مؤسسة الخليج العربي للطباعة والنشر | 1990        |             | [ 49 ]            |
| الأرقم بن ابى الأرقم: رجل اهداه الرسول بيتا                                                                                         | مؤسسة الخليج العربي للطباعة والنشر | 1993        |             | [ 50 ]            |
| بتهوفن: العبقرى الصبور | مؤسسة الخليج العربي للطباعة والنشر | 1993        | 24          | [ 51 ]            |
| رجل رد لة النبى صلى الله علية وسلم عينة                                                                                             | مؤسسة الخليج العربي للطباعة والنشر | 1993        |             | [ 52 ]            |
| الشاب الشجاع | مؤسسة الخليج العربي للطباعة والنشر | 1993        |             | [ 53 ]            |
| رجل قال للرسول انت منى وانا منك | مؤسسة الخليج العربي للطباعة والنشر | 1993        |             | [ 54 ]            |
| عدى بن حاتم الطائى | مؤسسة الخليج العربي للطباعة والنشر | 1993        |             | [ 55 ]            |
| سراقة بن مالك | مؤسسة الخليج العربي للطباعة والنشر | 1993        |             | [ 56 ]            |
| العباس بن عبد المطلب | مؤسسة الخليج العربي للطباعة والنشر | 1993        |             | [ 57 ]            |
| ابوجابر بن خزام: رجل كلمه الله سبحانه وتعالى                                                                                        | مؤسسة الخليج العربي للطباعة والنشر | 1993        |             | [ 58 ]            |
| حبيب بن زيد | مؤسسة الخليج العربي للطباعة والنشر | 1993        |             | [ 59 ]            |
| صاحب سر رسول اللة | مؤسسة الخليج العربي للطباعة والنشر | 1993        |             | [ 60 ]            |
| عباد بن بشر | مؤسسة الخليج العربي للطباعة والنشر | 1993        |             | [ 61 ]            |
| جوتنبرج مبتكر حروف الطباعة | مؤسسة الخليج العربي للطباعة والنشر | 1993        |             | [ 62 ]            |
| رجل اهداه الرسول | مؤسسة الخليج العربي للطباعة والنشر | 1993        |             | [ 63 ]            |
| سعد بن الربيع: رجل بكى عليه الرسول                                                                                                  | مؤسسة الخليج العربي للطباعة والنشر | 1993        |             | [ 64 ]            |
| الحسن بن على: سيد شباب اهل الجنة - الحسين بن على: ريحانة النبى صلى الله عليه وسلم                                                   | مؤسسة الخليج العربي للطباعة والنشر | 1995        |             | [ 65 ]            |
| رجل لة نور | مؤسسة الخليج العربي للطباعة والنشر | 1993        |             | [ 66 ]            |
| عازف القانون الذى اضحك الناس | مؤسسة الخليج العربي للطباعة والنشر | 1993        |             | [ 67 ]            |
| الحجاب بن علاط السهمى | مؤسسة الخليج العربي للطباعة والنشر | 1993        |             | [ 68 ]            |
| رجل شجاع جدا | مؤسسة الخليج العربي للطباعة والنشر | 1993        | 22          | [ 69 ]            |
| زيد بن حارثة | مؤسسة الخليج العربي للطباعة والنشر | 1980        |             | [ 70 ]            |
| ارشميدس مبتكر قانون الطفووالإزاحة وقانون القوى والإرتكاز                                                                            | مؤسسة الخليج العربي للطباعة والنشر | 1993        |             | [ 71 ]            |
| العصا غلبت المدفع | مؤسسة الخليج العربي للطباعة والنشر | 1990        |             | [ 72 ]            |
| الضرير الذى اضاء الطريق لزملائه العميان: بريل                                                                                       | مؤسسة الخليج العربي للطباعة والنشر | 1990        |             | [ 73 ]            |
| الرجل الذى رفع راية الاسلام | مؤسسة الخليج العربي للطباعة والنشر | 1980        | 32          | [ 74 ]            |
| رجل اشترى سيف الرسول: ابودجانة | مؤسسة الخليج العربي للطباعة والنشر | 1993        |             | [ 75 ]            |
| زيد بن ثابت: كاتب الوحى | مؤسسة الخليج العربي للطباعة والنشر | 1993        |             | [ 76 ]            |
| معاذ بن جبل : سفير رسول الله وامام العلماء                                                                                          | مؤسسة الخليج العربي للطباعة والنشر | 1993        |             | [ 77 ]            |
| بطل حطين | مؤسسة الخليج العربي للطباعة والنشر | 1993        |             | [ 78 ]            |
| البراء بن مالك صاحب الدعوة المستجابة                                                                                                | مؤسسة الخليج العربي للطباعة والنشر | 1993        |             | [ 79 ]            |
| كعب بن مالك : رجل السيف والقلم | مؤسسة الخليج العربي للطباعة والنشر | 1993        |             | [ 80 ]            |
| عبدالله بن الزبير : رجل المواقف العظيمة. ثابت بن قيس : رجل جعله الرسول صلى الله عليه وسلم خطيبا                                     | مؤسسة الخليج العربي للطباعة والنشر | 1993        |             | [ 81 ]            |
| طلحة بن عبيدالله | مؤسسة الخليج العربي للطباعة والنشر | 1993        |             | [ 82 ]            |
| حكاية صبره .. والأسد ! وقصص اخرى : الصياد والسمكة الذهبية .. العصفور والبحر وغيرها                                                  | مؤسسة الخليج العربي للطباعة والنشر | 1993        |             | [ 83 ]            |
| جعفر بن ابيطالب : الطيار | مؤسسة الخليج العربي للطباعة والنشر | 1993        |             | [ 84 ]            |
| عبدالله بن حذافة : رجل شجاع | مؤسسة الخليج العربي للطباعة والنشر | 1993        |             | [ 85 ]            |
| سعد بن معاذ : الرجل الذى رفع راية الإسلام                                                                                           | مؤسسة الخليج العربي للطباعة والنشر | 1993        |             | [ 86 ]            |
| المقداد بن عمرو: رجل بألف رجل. الجرود بشر بن عمروالعبدي: رجل اثنى عليه الرسول صلى الله عليه وسلم. الطفيل بن عمرو الدوسي: رجل له آية | مؤسسة الخليج العربي للطباعة والنشر | 1993        |             | [ 87 ]            |
| عتبة بن غزوان : الأمير الزاهد | مؤسسة الخليج العربي للطباعة والنشر | 1993        |             | [ 88 ]            |
| عبدالله بن انيس : رجل اهداه الرسول عصاه                                                                                             | مؤسسة الخليج العربي للطباعة والنشر | 1993        |             | [ 89 ]            |
| حبيب بن زيد | مؤسسة الخليج العربي للطباعة والنشر | 1993        |             | [ 90 ]            |
| عظماء خدموا العالم (ارشميدس، نيوتن، جابر بن حيان)                                                                                   | مؤسسة الخليج العربي للطباعة والنشر | 1993        |             | [ 91 ]            |